# Atelopus nahumae
Atelopus nahumae — вид отруйних жаб родини Ропухові (Bufonidae). 

## Поширення
Вид є ендеміком Колумбії, де зустрічається лише у департаменті Маґдалена. Мешкає у тропічному гірському дощовому лісі та у річках у горах Сьєрра-Невада-де-Санта-Марта на висоті 2800 м над рівнем моря.